# Фотоэлектрическая промышленность КНР

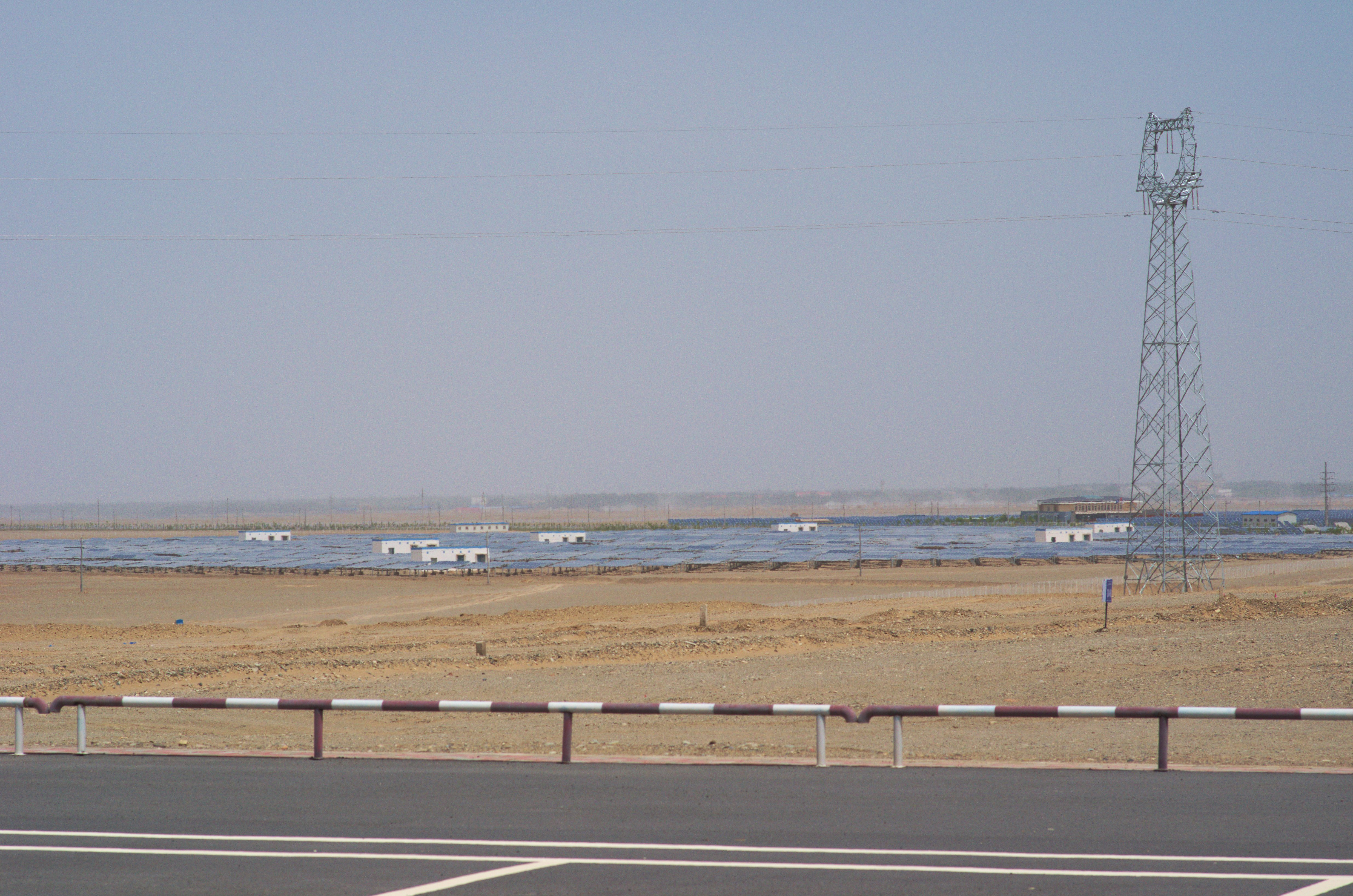
Солнечная электростанция в Ганьсу

Фотоэлектрическая промышленность — отрасль экономики Китая, которая разрабатывает и производит фотоэлектрическое оборудование, а также осуществляет фотоэлектрическую генерацию. Ключевыми компонентами сектора являются изготовление поликремния, кремниевых пластин, фотоэлементов и фотоэлектрических модулей. Китай занимает первое место в мире как по производству солнечных панелей, так и по объёму произведённой с помощью солнечных электростанций электроэнергии. По состоянию на 2021 год в Китае размещалось 79 % мировых мощностей по производству поликремния и 97 % мирового производства кремниевых пластин для солнечной энергетики; в стране производилось 85 % всех фотоэлементов в мире.

## История
В 2013 году Госсовет КНР обнародовал программу, направленную на содействие развитию фотоэлектрического сектора. В 2016 году совокупная мощность фотоэлектрических установок в стране достигла 77,42 ГВт (первое место в мире); годовой прирост составил 35 ГВт (первое место в мире). В 2017 году Китай произвел фотоэлектрические модули общей мощностью 76 ГВт (+ 31,3 % в годовом исчислении). По итогам 2017 года среди 20 ведущих мировых компаний фотоэлектрической промышленности 14 являлись китайскими, при этом они заняли три первых места мирового рейтинга — GCL-Poly Energy Holdings, Trina Solar и Jinko Solar.
Переход крупнейших мировых экономик на чистую энергию и мировой энергетический кризис 2021—2022 годов способствовали росту глобального спроса на китайскую фотоэлектрическую продукцию. Это вызвало рост цен на поликремний, кремниевые пластины и солнечные панели, а также рост стоимости акций китайских компаний фотоэлектрического сектора. По состоянию на 2022 год доля Китая на всех ключевых этапах производства солнечных панелей превышала 80 %.

## Общие сведения
По итогам 2022 года объём производства поликристаллического кремния достиг 827 тыс. тонн, кремниевых пластин — 357 ГВт, фотоэлементов — 318 ГВт и фотоэлектрических модулей — 288,7 ГВт. Установленная мощность в секторе фотоэлектрической энергетики Китая возросла на 59,3 % в годовом выражении, превысив 87 ГВт.

### Экспорт
В 2022 году совокупный объём экспорта китайской фотоэлектрической продукции составил 51,25 млрд долл. США, что на 80,3 % больше по сравнению с 2021 годом. В частности, объём экспорта фотоэлектрических модулей составил 153,6 ГВт (+ 55,8 %), кремниевых пластин — 36,3 ГВт (+ 60,8 %), солнечных элементов — 23,8 ГВт (+ 130,7 %). На европейские страны пришлось около 46 % экспорта фотоэлектрической продукции из Китая (+ 114,9 % в годовом исчислении). В первой половине 2023 года общая стоимость экспорта китайской фотоэлектрической продукции достигла 28,92 млрд долл. США, увеличившись на 11,6 % в годовом выражении.

## Крупнейшие компании
По объёму продаж крупнейшими китайскими компаниями фотоэлектрической промышленности являются:
- Tongwei (118,88 млрд юаней)[10]
- LONGi (111,76 млрд юаней)[11]
- TBEA (86,85 млрд юаней)[12]
- Trina Solar (71,41 млрд юаней)[13]
- Chint Electrics (45,23 млрд юаней)[14]
- JA Solar (41,3 млрд юаней)[15]
- TCL Zhonghuan Renewable Energy (41,1 млрд юаней)[16]
- Jinko Solar (40,57 млрд юаней)[17]
- Sungrow Power Supply (30,99 млрд юаней)[18]
- Aiko Solar Energy (30,1 млрд юаней)[19]
- Daqo New Energy (28,56 млрд юаней)[20]
- Xinte Energy (22,52 млрд юаней)[21]
- Shangji Automation (20,82 млрд юаней)[22]
- GCL Technology (19,69 млрд юаней)[23]
- Risen Energy (18,83 млрд юаней)[24]
- First Applied Material (17,47 млрд юаней)[25]
- Xinyi Solar Holdings (15,7 млрд юаней)[26]

## Поликремний
Китай является крупнейшим производителем и экспортёром поликремния в мире. Если в 2012 году доля Китая в мировом производстве поликремния составляла всего 30 %, то к 2021 году она выросла до 76 %, а в секторе солнечной энергии составила даже более 80 %. Основные производственные мощности расположены в автономных районах Синьцзян (около 40 % мирового производства: Фукан, Урумчи, Шихэцзы) и Внутренняя Монголия (Баотоу), а также в провинциях Сычуань (Лэшань), Цзянсу (Сюйчжоу), Цинхай (Синин) и Шэньси (Юйлинь). Продукция, производимая в Синьцзяне, находится под экспортными санкциями властей США.
Крупнейшими мировыми производителями поликремния являются китайские компании Tongwei / Sichuan Yongxiang, GCL Technology, Daqo New Energy, TBEA / Xinte Energy, East Hope Group и Asia Silicon, а также компании TianREC (совместное предприятие китайской Shaanxi Non-Ferrous Tianhong New Energy и сингапурской REC Silicon) и Shangji Automation.

## Кремниевые пластины
С 2011 по 2019 год производственные мощности китайских производителей кремниевых пластин выросли с 56 ГВт до 134,6 ГВт. По состоянию на 2021 год на Китай приходилось более 98 % мирового производства кремниевых пластин для солнечной энергетики. В 2022 году производство кремниевых пластин в материковом Китае достигло 357 ГВт. Крупнейшими китайскими производителями кремниевых пластин для фотоэлектрической промышленности являются LONGi, GCL Technology, TCL Zhonghuan, Jinko Solar, JA Solar, Huantai Group, Jingyuntong Technology, Shangji Automation, CSG Holding, DMEGC Magnetics Group, Trina Solar, Haitai New Energy, Luan Photovoltaics Technology, Single Crystal Silicon Group, Sunflower Light Energy, Comtec Solar, Shanghai Silicon Industry Group и Simgui Technology.

## Солнечные панели
Крупнейшими китайскими производителями фотоэлементов и солнечных панелей (солнечных модулей) являются компании LONGi Solar, Trina Solar, JA Solar, Jinko Solar, Risen Energy, Shunfeng International Clean Energy / Suntech Power, Astronergy и GCL Technology. Вторым эшелоном идут компании Tongwei Solar, Aiko Solar Energy, Solargiga Energy, China Sunergy, Yingli Solar, Fangda New Energy, Topray Solar, Bluesun Solar Group, Jinghua New Energy, Raytech New Energy, Luxen Solar Energy, SunPal Power, Jinyuan Lighting, Schutten Solar, Esavior Green Energy, Zonergy Corporation, Econess Energy, HoRay Solar, Leeka Corporation, Beyondsun Green Energy, Sunport Power и Phono Solar.
Среди международных корпораций производственные мощности в Китае имеют Canadian Solar (Канада), Hanwha Qcells (Южная Корея), DelSolar и Motech Industries (Тайвань), Evergreen Solar (США), Zytech Solar (Испания).

## Комплектующие
Крупнейшими производителями стекла для солнечных панелей являются компании Xinyi Glass, CSG Holding и Luoyang Glass; крупнейшими производителями плёнки для солнечных панелей являются компании First Applied Material и Kingboard Holdings; крупнейшими производителями солнечных инверторов — Sungrow, TBEA, CHINT Group и Ginlong Technologies.

## Генерация

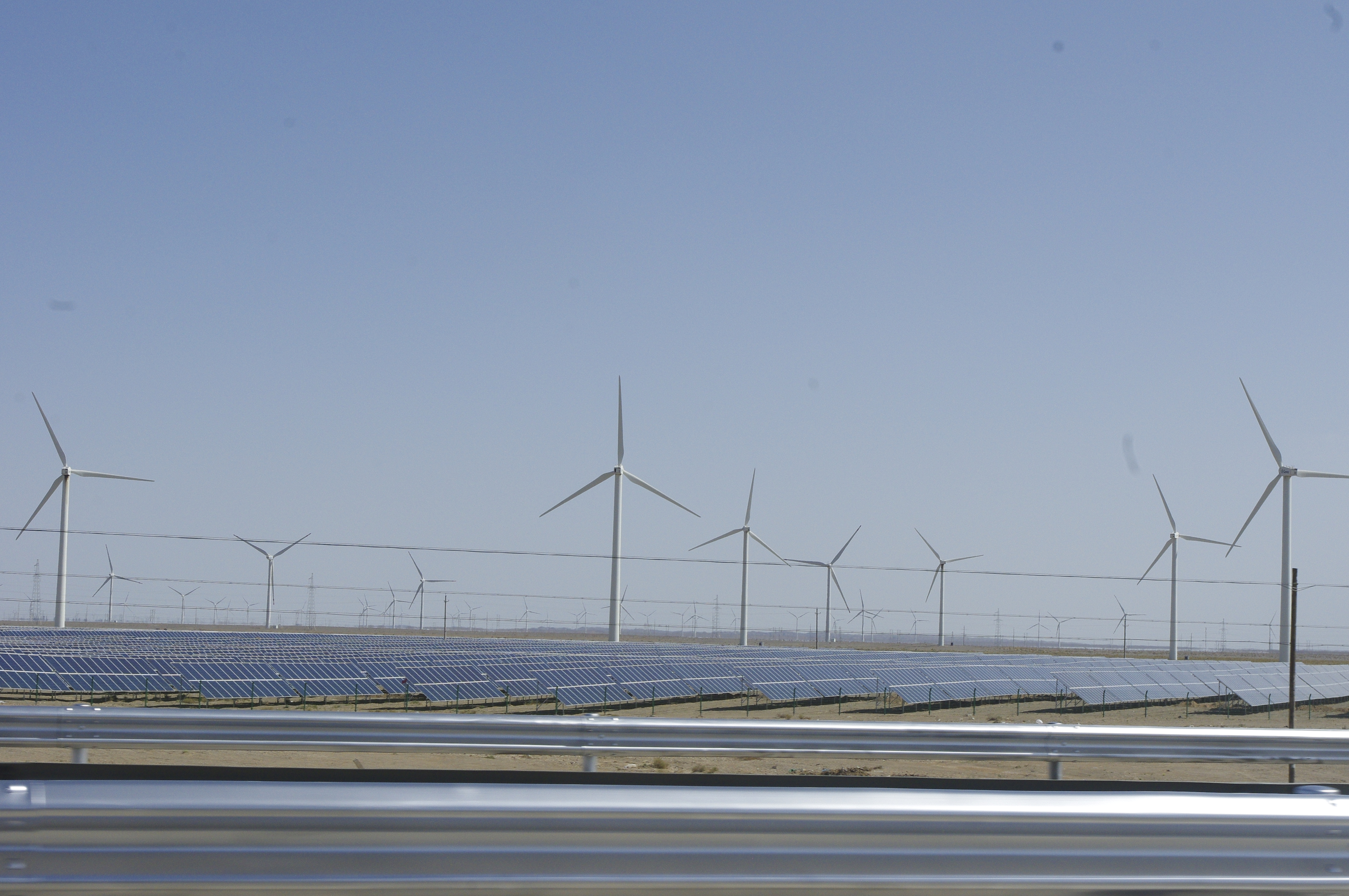
Солнечная и ветряная генерация в Синьцзяне

В 2022 году совокупная мощность фотоэлектрических установок в стране достигла 392,6 ГВт. По установленной мощности фотоэлектрических систем лидируют провинции Шаньдун, Хэбэй, Цзянсу, Чжэцзян и Аньхой. Наиболее быстрыми темпами развивается солнечная энергетика пустынных провинций и автономных районов Цинхай, Синьцзян, Внутренняя Монголия, Нинся и Ганьсу.
Крупнейшими владельцами и операторами солнечных электростанций являются компании State Power Investment Corporation (SPIC), China Datang Corporation, China General Nuclear Power Group, China Three Gorges Corporation и China Huadian Corporation.

## Комментарии
1. ↑  Не вся выручка данных компаний приходится на фотоэлектрическую промышленность, часть продаж получена от других сфер деятельности.